# El Al
El Al Israel Airlines (Hebreeuws: אל על-Naar boven, Arabisch: إل عال) is de nationale luchtvaartmaatschappij van Israël. Het hoofdkantoor bevindt zich op Ben Gurion International Airport nabij Tel Aviv.
El Al serveert alleen koosjere maaltijden en vervoert geen passagiers op sjabbat (zaterdag) en Joodse religieuze feestdagen.

## Geschiedenis
El Al werd opgericht eind 1948, vlak na de oprichting van de staat Israël. El Al was aanvankelijk geheel in handen van de staat, maar vanaf 12 juni 2003 worden er ook aandelen verhandeld op de beurs van Tel Aviv. Sinds 1 januari 2005 is El Al een privébedrijf.

## Veiligheid
De luchtvaartmaatschappij staat bekend om haar uitgebreide veiligheidscontroles op passagiers en vliegtuigen. Zo is de incheckbalie op Schiphol helemaal afgeschermd. Op elke vlucht, zowel binnenlands als internationaal, zijn ten minste vier gewapende bewakers aanwezig. Ze zitten in het vliegtuig op strategische plaatsen, zoals bij nooduitgangen of dicht bij cockpitdeuren, om een eventuele kaping te kunnen verijdelen.
Volgens El Al heeft het op elk vliegtuig een raketafweersysteem geplaatst dat grond-luchtraketten van koers kan doen veranderen. Een dergelijk systeem kost zo'n 38 miljoen dollar per stuk. Het noodzakelijke veiligheidsbeleid is een van de redenen dat een ticket bij El Al duurder is dan bij andere maatschappijen.

## El Al Cargo
De vrachtvervoertak van de maatschappij heet El Al Cargo. Deze had tot 2008 een vestiging op de Nederlandse luchthaven Schiphol. Deze vestiging is dat jaar verplaatst naar Liège Airport, een grote goederenluchthaven in België. Schiphol zou voor El Al Cargo te duur zijn geworden, onder meer door strenge regelgeving.

## Ongevallen en incidenten
- Een vrachtvliegtuig van de maatschappij stortte in oktober 1992 neer op twee flatgebouwen in de Amsterdamse wijk Bijlmermeer. Hierbij kwamen 43 personen om het leven, waaronder de drie bemanningsleden van het toestel en een meereizende passagier.

## Bestemmingen

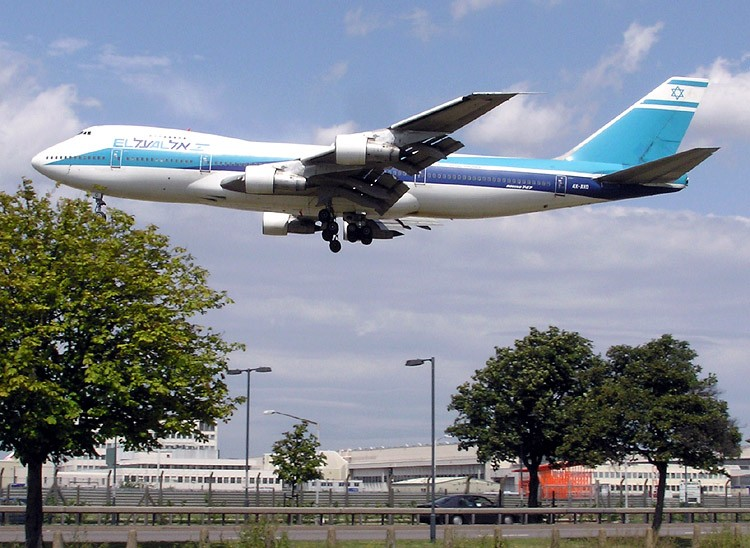
Een Boeing 747 in oud kleurenschema landt op luchthaven Heathrow, Londen

Het oude logo. Merk op dat de tekst in het Hebreeuws van rechts naar links tussen de Latijnse transcriptie staat

El Al voerde in juli 2018 lijnvluchten uit naar volgende bestemmingen.
Europa:
- Amsterdam, Athene, Barcelona-El Prat, Berlijn-Schönefeld, Boedapest, Boekarest, Dnipro, Frankfurt am Main, Genève, Kiev, Londen Stansted, Londen Heathrow, Luik (vrachthub), Luxemburg (vracht), Madrid, Marseille, Milaan-Malpensa, Minsk, Moskou-Domodedovo, München, Odessa, Parijs-Charles de Gaulle, Praag, Sint-Petersburg, Sofia, Vilnius, Warschau, Wenen, Zürich.

Midden-Oosten en Azië:
- Almaty (vracht), Bangkok-Suvarnabhumi, Jakarta, Mumbai, Hongkong, Peking-Capital, Seoel (vracht), Shanghai (vracht), Tel Aviv.

Afrika:
- Johannesburg.

Noord-Amerika:
- Los Angeles, Boston,Miami,New York Newark, Toronto

## Vloot
| Boeing 737-800   | 15 | 2  | 0  | 0  | 16 | 0  | 126 | 142 | 4X-EKA, 4X-EKB, 4X-EKC, 4X-EKF, 4X-EKH, 4X-EKJ, 4X-EKK, 4X-EKL, 4X-EKS, 4X-EKU, 4X-EKP, 4X-EKI, 4X-EKT, 4X-EKU |  |  |  |
| Boeing 737-800   | 2  | 2  | 0  | 0  | 0  | 0  | 189 | 189 | 4X-EKM, 4X-EKR voor Sun d'Or International Airlines                                                            |  |  |  |
| Boeing 737-900ER | 8  | 0  | 0  | 0  | 16 | 0  | 156 | 172 | 4X-EHA, 4X-EHB, 4X-EHC, 4X-EHD, 4X-EHE, 4X-EHF, 4X-EHH,4X-EHI                                                  |  |  |  |
| Boeing 777-200ER | 6  | 0  | 0  | 12 | 35 | 0  | 232 | 279 | 4X-ECA, 4X-ECB, 4X-ECC, 4X-ECD, 4X-ECE, 4X-ECF                                                                 |  |  |  |
| Boeing 787-8     | 4  | 0  | 0  | 0  | 20 | 35 | 183 | 238 | 4X-ERA, 4X-ERB, 4X-ERC, 4X-ERD                                                                                 |  |  |  |
| Boeing 787-9     | 13 | 8  | 0  | 0  | 32 | 28 | 222 | 282 | 4X-EDA, 4X-EDB, 4X-EDC, 4X-EDD, 4X-EDE, 4X-EDF, 4X-EDH, 4X-EDI, 4X-EDJ, 4X-EDK, 4X-EDL, 4X-EDM, 4X-EDN         |  |  |  |
| Boeing 737 MAX   | 0  | 20 | 11 | 0  |    |    |     |     | |  |  |  |
| Totaal           | 47 | 28 | 11 |    |    |    |     |     | |  |  |  |

### Geschiedenis van de EL AL-vloot

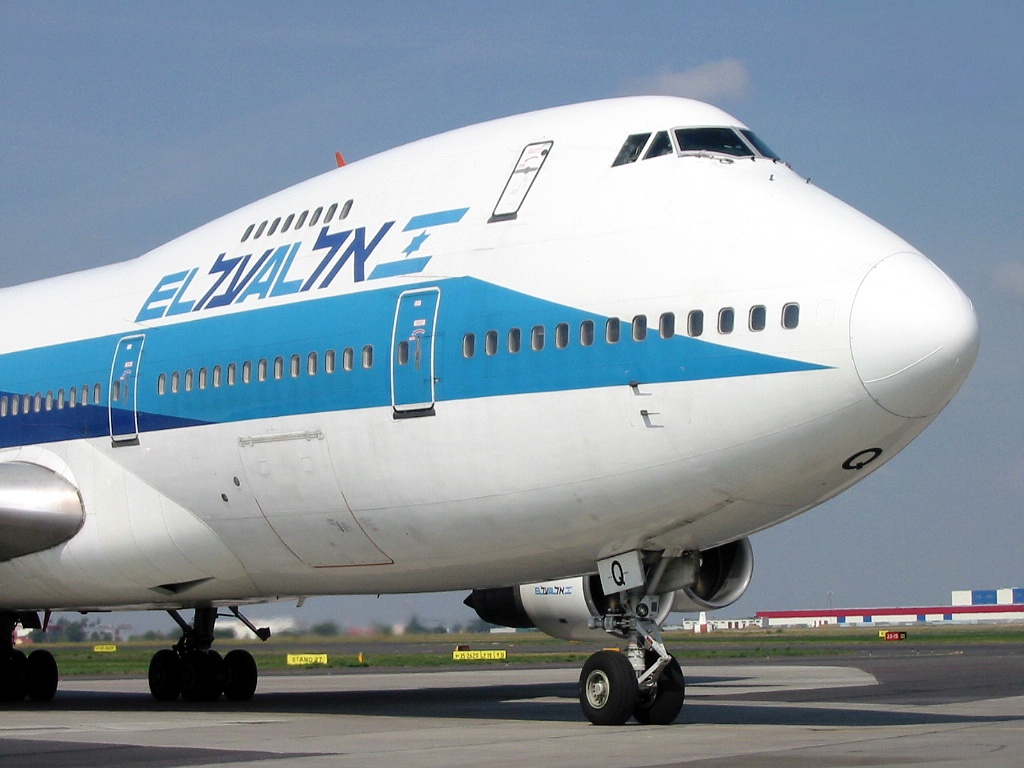
El Al Boeing 747-200B i Okecie International Airport, Warszawa, Polen. (2002)

| Type                       | In dienst | Uit dienst |
| -------------------------- | --------- | ---------- |
| Boeing 707-300C            | 1965      | 1992       |
| Boeing 720B                | 1962      | unknown    |
| Boeing 737-200             | 1981      | 2000       |
| Boeing 737-700             | 1999      | 2016       |
| Boeing 747-100             | 1977      | 1988       |
| Boeing 747-200B            | 1971      | 2001       |
| Boeing 747-200C            | 1975      | 2006       |
| Boeing 747-200F            | 1979      | 2012       |
| Boeing 747-400             | 1994      | 2019       |
| Boeing 757-200             | 1987      | 2012       |
| Boeing 767-200             | 1982      | 2012       |
| Boeing 767-200ER           | 1984      | 2013       |
| Boeing 767-300ER           | 2004      | 2019       |
| Bristol Type 175 Britannia | 1960s     | 1960s      |
| Lockheed Constellation     | 1951      | 1960s      |
| Douglas DC-4               | 1949      | 1967       |
| Curtis C-46                | 1940's    | 1950's     |
| McDonnell Douglas MD-11    | 1998      | 2000       |